# Los Corchos
Los Corchos är en ort i Mexiko.   Den ligger i kommunen Santiago Ixcuintla och delstaten Nayarit, i den centrala delen av landet, 700 km väster om huvudstaden Mexico City. Los Corchos ligger 6 meter över havet och antalet invånare är 826.
Terrängen runt Los Corchos är mycket platt. Havet är nära Los Corchos åt sydväst. Runt Los Corchos är det ganska glesbefolkat, med 47 invånare per kvadratkilometer. Närmaste större samhälle är Villa Juárez, 10,0 km sydost om Los Corchos. 